# Tricoteuse
Tricoteuse est un tableau peint par Jean Metzinger en 1919. Cette huile sur toile cubiste est un portrait de femme absorbée par son tricot. Partie des collections du musée national d'Art moderne, à Paris, elle se trouve en dépôt au musée des Beaux-Arts de Rouen.